# Camilla Andersson (Fußballspielerin, 1962)
Mona Camilla Andersson (* 25. Mai 1962 in Stockholm; ⚭ Mona Camilla Neptune) ist eine ehemalige schwedische Fußballspielerin. Sie war die erste Nationalspielerin, die Malmö FF hervorgebracht hatte.

## Karriere

### Vereine
Andersson debütierte bereits im Alter von zwölf Jahren in der ersten Mannschaft von Malmö FF, die bis 1980 in der Staffel Süd der Division 2 vertreten war. Mit der errungenen Meisterschaft in dieser Spielklasse stieg sie mit ihrer Mannschaft in die seinerzeit zweigleisige Division 1 auf. Mit Platz 2 in der Staffel Süd der seinerzeit höchsten Spielklasse 1986 qualifizierte sich ihre Mannschaft für die Play-off-Spiele um die Meisterschaft. Im Halbfinale konnte Hammarby IF und im Finale der Meister der Jahre 1980 und 1982, der Sunnanå SK, bezwungen werden. Während ihrer Vereinszugehörigkeit bestritt sie 438 Pflichtspiele, in denen ihr 138 Tore gelangen. Im Jahr 2022 wurde sie mit dem Andreas Nilsson Memorial Award ausgezeichnet. Ihre Spielerkarriere ließ sie beim Sunnanå Sportklubb ausklingen.

### Nationalmannschaft
Andersson bestritt in einem Zeitraum von neuen Jahren 23 Länderspiele für die A-Nationalmannschaft. 
Für diese debütierte sie am 16. Juli 1981 in Karis beim 2:0-Sieg über die Nationalmannschaft Norwegens. Im ersten Spiel im Turnier um die Nordische Meisterschaft wurde sie in der 52. Minute für Yvonne Lindkvist eingewechselt, wie auch im zweiten in der 55. Minute beim 2:0-Sieg über die Nationalmannschaft Finnlands einen Tag später in Hyvinkää. Mit ihrem dritten Spiel am 19. Juli 1981 in Helsinki und dem 2:1-Sieg über die Nationalmannschaft Dänemarks trug sie zum ungeschlagenen Turniersieg bei. Zwei weitere Spiele bestritt sie am 16. und 18. Juli im letztmals ausgetragenen Turnier um die Nordische Meisterschaft 1982. 
Sie gehörte ferner der Mannschaft an, die am 26. September 1981 in Borås die Nationalmannschaft der Niederlande mit 7:0 besiegte und den Niederländerinnen, die bis heute höchste Länderspielniederlage beibrachten. Am 13. und 26. Mai 1982 kam sie in den beiden in Freundschaft ausgetragenen Länderspielen gegen die Nationalmannschaften Italiens (2:0) und Englands (1:1) in Helsingborg und Kinna zum Einsatz. Beim 2:0-Sieg über die Italienerinnen gelang ihr mit dem Treffer zum Endstand in der 50. Minute ihr erstes Länderspieltor, das ihr einziges blieb.
Sie bestritt vier weitere Freundschaftsspiele (2:2 vs. England; am 30. Oktober 1983, 3:0 vs. Schweiz; am 27. April 1988, 2:0 vs. England; am 23. Mai 1989, 2:0 vs. Finnland; am 10. August 1989) sowie vier EM-Qualifikationsspiele und ein EM-Finalspiel (Spiel um Platz 3 vs. Italien; am 30. Juni 1989).
Mit ihrer Mannschaft nahm sie am FIFA-Frauen-Einladungsturnier 1988 – der inoffiziellen Weltmeisterschaft – in der Volksrepublik China teil und wurde in allen sechs Spielen eingesetzt. Im erreichten Finale war sie mit ihrer Mannschaft der Nationalmannschaft Norwegens mit 0:1 unterlegen.

## Erfolge
Nationalmannschaft
- Dritter Europameisterschaft 1989
- Finalist FIFA-Frauen-Einladungsturnier 1988 (inoffizielle Weltmeisterschaft)
- Europameister 1984 (ohne Turniereinsatz)
- Nordischer Meister 1981

Malmö FF
- Schwedischer Meister 1986
- Meister Division 2 Södra Götaland 1980 und Aufstieg in die Division 1 Södra

## Auszeichnung
- Andreas Nilsson Memorial Award 2022

## Sonstiges
Seit ihrer Eheschließung mit Paul Neptune heißt sie Mona Camilla Neptune.